# Poly (série télévisée)
Cet article concerne la série télévisée. Pour les romans, voir Poly.
Pour les articles homonymes, voir Poly.
Poly ou Poly et le Mystère du château est un feuilleton télévisé français en treize épisodes de 13 minutes, en noir et blanc, écrit et réalisé par Cécile Aubry et diffusé à partir du 21 décembre 1961 dans l'émission jeunesse L'Antenne est à nous sur RTF Télévision. Grand succès d'audience, la série installe le jeune acteur Mehdi El Glaoui, fils de la réalisatrice, comme une figure marquante de la télévision française de l'époque, statut qui sera confirmé plus tard avec les séries Belle et Sébastien et Le Jeune Fabre.

## La série

### Synopsis
Le petit Pascal est l'ami inséparable de Poly, un espiègle poney shetland alezan crins lavés. Ensemble, ils sont confrontés à toutes sortes d'aventures, en compagnie des enfants du village, évitant parfois des dangers ou tenant tête effrontément aux adultes.

### Fiche technique
- Titre français : Poly ou Poly et le Mystère du château
- Réalisateur : Cécile Aubry
- Scénariste : Cécile Aubry
- Musique : Serge Lebrail, Joe Hajos
  - Générique interprété par Isabelle Aubret et Les Petits Chanteurs de l'Île-de-France
- Production : RTF.
- Sociétés de production :
- Pays d'origine : France
- Langue : français
- Nombre d'épisodes : 13 épisodes (1 saison)
- Durée : 13 minutes
- Dates de première diffusion : 21 décembre 1961

### Distribution
- Mehdi El Glaoui : Pascal
- Roland Ménard : le narrateur

### Bande originale
- Chansons de Serge Lebrail et Joe Hajos interprétées par Isabelle Aubret et Les Petits Chanteurs de l'Île-de-France :
  - Poly polisson
  - Si vous passez par la vallée
  - La Caille et la Biche
  - Le Rêve de Pascal
- Disque publié par Philips 45 tours 432.723 BE[1]

### Épisodes
1. L'Arrivée au cirque
2. Le Serment
3. Père Guillaume
4. Botanique
5. La Cabane
6. La Moisson
7. La Maladie
8. La Distribution des prix
9. Le Souterrain
10. Les Bicyclettes
11. Le Château
12. L'Attaque
13. Le secret

## Tournage et acteurs
Mehdi El Glaoui est le fils de l'ancienne actrice Cécile Aubry, qui scénarise et réalise les premiers épisodes de la série. Âgé de cinq ans au début du feuilleton, il avait déjà tourné devant la camera de sa mère pour la série Les histoires de Cécile ; son jeu naturel dans Poly emporta l'adhésion et contribua au succès du programme. Les premiers épisodes furent filmés dans le village de Saint-Cyr-sous-Dourdan avec quelques comédiens amateurs et les habitants du village qui jouaient leur propre rôle. Les scènes étaient tournées en muet et le doublage était effectué par des comédiens professionnels.
Le feuilleton rencontrant un très grand succès, huit autres feuilletons mettant en vedette le poney Poly se succédèrent jusqu'en 1973 :
- Les Vacances de Poly (1963)
- Poly et le Secret des sept étoiles (1964)
- Poly au Portugal (1965)
- Au secours Poly, au secours ! (1966)
- Poly et le Diamant noir (1967)
- Poly à Venise (1970)
- Poly en Espagne (1972)
- Poly en Tunisie (1973)

Le film Poly réalisé par Nicolas Vanier est librement adapté du premier feuilleton du même nom. Il sort au cinéma le 21 octobre 2020.

### Vidéographie
- « Générique de Poly ou le Mystère du château » [vidéo], sur INA, Ajax Production / Radiodiffusion-télévision française, 21 décembre 1961.
- « Mehdi El Glaoui raconte ses débuts et parle de ses projets » [vidéo], Restez donc avec nous le samedi, sur INA, TF1, 7 mai 1977  — Il est interviewé par Michel Denisot et on le voit faire ses débuts à la télévision dans le premier épisode.